# Padmanayaka
Padmanayaka vol dir "els favorits del rei" i fou un títol de l'Imperi Kakatiya que es va donar a destacats generals i caps de l'imperi que una vegada caigut el domini Kakatiya es van constituir en sobirans independents. Aquestes dinasties foren anomenades padmanayakes i també dels nayaks (Nayaka). La primera i principal dinastia padmanayaka formada a la caiguda dels Kakatiyes fou la dels Nayaks Recherles o Nayaks Velames o Nayaks Recherles Velames (tot i que alguns indicis permeten suposar que els Recherles no eren de la casta velama, que es va formar posteriorment).
Vegeu Nayaks Recherles.